# Sự kiện tàu Ourang Medan
SS Ourang Medan hay Urang Medana là một truyền thuyết thành thị từ những năm 1940. Nó được cho là một con tàu chở hàng của Hà Lan được tìm thấy tại eo biển Malacca (thuộc vùng biển Đông Ấn Hà Lan, ngày nay thuộc Indonesia) trong trình trạng không còn bất cứ thủy thủ đoàn nào sống sót và sau đó đột ngột bốc cháy và bị đắm. Sự kiện này được cho là xảy ra vào năm 1948, 1947, hay 1940 tùy theo nguồn tin báo chí. Tuy nhiên, trên thực tế, không có ghi chép đáng tin cậy nào về một con tàu có tên là Ourang Medan và cũng không có tàu đắm nào được phát hiện. Đã có nhiều giả thuyết được đưa ra về câu chuyện được cho là con tàu ma này, nhưng thiếu nguồn xác thực.